# Plaza del Poniente
La plaza del Poniente es una vía urbana de la ciudad de Valladolid, España.

## Descripción
Aparece descrita en Las calles de Valladolid de Juan Agapito y Revilla de la siguiente manera:

En el antiguo Valladolid atravesaba esta plazuela el ramal Norte del Esgueva para desembocar en el Pisuerga, y en ese trozo había el puente de San Benito, a la Rinconada, y el de la Cárcel, en la prolongación de la calle de San Lorenzo.

Junto al puente de San Benito hubo unos molinos; pero ocasionaban daños en la villa, por moler a represadas y retener las aguas en las crecidas, y con buen acuerdo, en los capítulos del doctor Diego Gasea, de 25 de agosto de 1563, se expresaba: «que en beinte e tres días del mes de junio deste presente año... visto que convenía para el ornato y bien público desta villa quitar los molinos que estaban junto a la puente del monasterio de San Benito que eran de Santiago de San Pedro y del monasterio de San Quirce, se trató con los dichos dueños de se los tomar para el dicho efecto pagándoles por ello lo que fuere tasado por personas nombradas por las partes, lo cual se hizo por ante Luis de Carrión... y en ejecución dello los mandó derrocar, mandaba y mandó que el dicho concierto se efectúe y se hagan las escrituras...», y se añadió en otro capítulo: «y porque muchas casas comarcanas a los dichos molinos recibieron notable utilidad y provecho de quitar los dichos molinos y presa de ellos, mandaba y mandó que se reparta la sexta parte de lo que dichos molinos costaron y se cobre de cada uno de los dueños de las dichas casas según la calidad de la casa y beneficio que recibió como fuere tasado por dos personas...».
Caso curiosísimo es este, y por eso le cito, de aplicar ya en el siglo XVI lo que se ha llamado plusvalía en estos tiempos.
Por esos molinos se llamó «calle de los Molinos» a la formada desde la de San Lorenzo subiendo hasta la del Caballo de Troya (hoy Correo).
A la orilla del Esgueva se hizo un soto, luego se fue estrechando el cauce y se le cubrió, y se constituyó allí una explanada, a que el Ayuntamiento en 10 de abril de 1863 acordó se titulara «la explanada antiguo soto de San Benito, Plazuela del Poniente», precisamente por estar a este viento de la ciudad.

Se la regularizó por el lado de Oriente, y hace tres años se hizo en ella un pequeño, pero bonito, parque infantil, que ha sido un verdadero acierto.